# Paul Henderson
Paul William Henderson (Bluff, 21 settembre 1964) è un ex rugbista a 15 e allenatore di rugby a 15 neozelandese, terza linea ala delle province di Southland e Otago e presente in due edizioni della Coppa del Mondo di rugby con gli All Blacks.

## Biografia
Nato a Bluff, nel distretto di Invercargill (Southland), Henderson rappresentò la sua provincia a partire dal 1983 per cinque stagioni, fino alla retrocessione in seconda divisione; nel 1988 passò a Otago.
Chiuso a livello internazionale da Michael Jones e Josh Kronfeld nel ruolo di terza linea ala, Henderson debuttò negli All Blacks nel 1989 e disputò il suo primo test match nel 1991, a Buenos Aires contro l'Argentina.
Prese parte alla Coppa del Mondo di rugby 1991 in Inghilterra classificandosi al terzo posto, poi dal 1992 non fu più utilizzato; fu convocato per la Coppa del Mondo di rugby 1995 in Sudafrica in cui giocò la sua ultima partita internazionale, ma con i gradi di capitano.
Nel 1996 fu professionista nella neonata franchise di Otago in Super 12, gli Highlanders, e nel 1997 fu in Sudafrica ai Falcons.
Nel 1998 fu in Irlanda del Nord, al Malone RFC di Belfast militante nel campionato dell'Ulster, nel ruolo di giocatore-allenatore.
Dopo il ritorno in Nuova Zelanda si è occupato di investimenti immobiliari e, dal 2010, è supervisore e istruttore degli allenatori di rugby di un collegio privato a Santiago del Cile.